# Château d'Étrabonne (Champagne-sur-Vingeanne)
Ne pas confondre avec le château d'Étrabonne, dans le Doubs
Le château d'Étrabonne est un des deux châteaux situés  à Champagne-sur-Vingeanne (Côte-d'Or) en Bourgogne-Franche-Comté .

## Localisation
Ce château est situé rue du Moulin en bordure sud-ouest du village au confluent de la Vingeanne et du Soirsan.

## Historique
La famille d'Étrabonne est originaire du Doubs où la commune éponyme conserve les restes d'un important château classé aux M.H. depuis 1968. La manse du château de Champagne semble lui être venu par mariage ou par héritage. Champagne est donc un véritable fief comtois en terre bourguignonne.
Ce château semble succéder à la motte ancienne d'un des vassaux de Beaumont-sur-Vingeanne dont le confluent du Soirsan et de la Vingeanne aurait alimenté les fossés. Le plus ancien témoin de son existence est la cheminée monumentale du XVe siècle qui orne sa grande salle. Incendié en 1492, il est qualifié en 1527, de "masure" et selon Marion, il n'y a de château qu'à partir de 1570[réf. souhaitée].
Le château actuel est alors relevé à partir des ruines et on en note deux en fief à Champagne dès 1612 dont un "flanqué de tours". En 1624 les archives de Saulx-Tavanne relatives à la seigneurie de Beaumont mentionnent un procès contre Philibert Noblet, contrôleur des fortifications de Bourgogne, au sujet d'un château situé "au bout du village de Champagne-sur-Vingeanne"[réf. souhaitée].
Endommagé à nouveau en 1636-1638 lors de la guerre de Dix Ans qui dévaste la région, il est encore restauré et habité dès 1653. Localisé sur la Vingeanne au sud-ouest du chef-lieu sur la carte de Cassini en 1763 il remanié au XVIIIe siècle et au XIXe siècle par la famille de Baignard.

## Architecture
Construit à la fin du XIIIe siècle et remanié jusqu'au XIXe siècle le château d'Etrabonne conserve son aspect féodal. Le bâtiment principal est de plan rectangulaire, cantonné de tours rondes demi hors-œuvre et flanqué de deux corps latéraux. Couvert d'un toit à longs pans il comprend un rez-de-chaussée surélevé à l'arrière, un étage carré et un étage de comble. Les ailes basses, en retour d'équerre sur la façade antérieure, abritent un logis en rez-de-chaussée. Au sud un bâtiment isolé comprend une grange, un logis et une écurie[réf. souhaitée].
Le domaine d'Étrabonne dans sa totalité est inscrit M.H. par arrêté du 27 décembre 2019.

## Parc
Un parc de trois hectares traversé par deux rivières est présent.

## Valorisation du patrimoine
Les bâtiments sont exploités à des fins hôtelières et événementielles par le propriétaire actuel.